# Popularer
Popularerne eller populares (Latin for "tilhængere af folket"; sg. popularis) var en betegnelse, der blev anvendt på politikere, politiske grupper, politiske strategier, traditioner eller ideologier i den sene Romerske Republik (omkring det 1. århundrede f.Kr.). Denne betegnelse stod i kontrast til optimaterne (eller optimates). Der pågår en debat i de akademiske milijøer om, hvorvidt romerne ville have anerkendt en sådan ideologisk eller politisk opdeling.
Popularerne bestod af både patriciere og plebejere, der havde deres magtbase på folkeforsamlingerne og folketribunerne (modsat optimaterne, som havde deres magtbase i Senatet) og søgte at bruge "befolkningen snarere end Senatet som et middel [til at skabe politiske fordele]". Popularerne skal, ligesom optimaterne, således ikke ses som en gruppering eller et parti, men snarere en måde at skabe politiske resultater på. 
Da Gaius Marius styrede Rom, var det med popularernes støtte. Under Sullas diktatur var mange af de ledende popularer ofre for proskriptioner, men med Første triumvirat satte popularerne sig igen tungt på magten i riget. Under borgerkrigen mellem Julius Cæsar og Pompejus støttede de Julius Cæsar, hvilket skubbede Pompejus over i favnen på optimaterne. Da optimaterne praktisk talt blev udryddet under borgerkrigen, og da Octavian, Marcus Antonius og Marcus Aemilius Lepidus delte riget mellem sig, ophørte popularerne som begreb med at eksistere.
Af de mest centrale popularer er Graccherne, Cæsar, Gaius Marius, Lucius Cornelius Cinna, Lucius Sergius Catilina og Marcus Licinius Crassus.